# Ekspedycja 3
Członkowie "Ekspedycji 3" stanowili trzecią stałą załogę Międzynarodowej Stacji Kosmicznej.

## Załoga
- Frank Culbertson (3), Dowódca misji (Stany Zjednoczone)
- Władimir Dieżurow (2), Dowódca Sojuza (Rosja)
- Michaił Tiurin (1), Inżynier pokładowy (Rosja)

(liczba w nawiasie oznacza liczbę lotów odbytych przez każdego z astronautów)
Załoga rezerwowa
- Walerij Korzun (2), Dowódca misji i dowódca Sojuza (Rosja)
- Siergiej Treszczow (1), Inżynier pokładowy (Rosja)
- Peggy Whitson (1), Inżynier lotu (Stany Zjednoczone)

## Parametry misji
- Perygeum: 384 km
- Apogeum: 396 km
- Inklinacja: 51,6°
- Okres orbitalny: 92 min

### Dokowanie do ISS
- Połączenie z ISS: 12 sierpnia 2001, 18:41:46 UTC
- Odłączenie od ISS: 15 grudnia 2001, 17:28 UTC
- Łączny czas dokowania: 124 dni, 22 h, 46 min, 14 s